# Relación simétrica
Una relación binaria R sobre un conjunto A, es simétrica cuando se da que si un elemento está relacionado con otro mediante R, entonces ese otro también está relacionado con él, a través de la misma "R". Es lo mismo tener (a,b) que tener (b,a).
Es decir, 
{\displaystyle \forall x,y\in A:\quad xRy\quad \Rightarrow \quad yRx}
En tal caso, se dice que R cumple con la propiedad de simetría.
La aplicación de cualquier relación R sobre un conjunto A, se representa con el par ordenado (A, R).
Cuando una relación es lo opuesto a una simétrica, es decir, cuando se da que si un elemento está relacionado con otro mediante R, entonces ese otro no está relacionado con el primero, entonces se dice que es asimétrica, lo que denotamos formalmente por:
{\displaystyle \forall x,y\in A:\quad xRy\quad \Rightarrow \quad \neg (yRx)}
En este caso, se dice que R cumple con la propiedad de asimetría.

## Representación
Sea R una relación simétrica o asimétrica aplicada sobre un conjunto A, entonces R tiene una representación particular para cada forma de describir una relación binaria.
| Notación                  | Relación simétrica                                                                                        | Relación asimétrica |
| ------------------------- | --- | --- |
| Como pares ordenados      | {\displaystyle \forall x,y\in A,\ (x,y)\in R\Rightarrow (y,x)\in R}                                       | {\displaystyle \forall x,y\in A,\ (x,y)\in R\Rightarrow (y,x)\not \in R} |
| Como matriz de adyacencia | Matriz {\displaystyle M\,} cuya transpuesta {\displaystyle M^{t}\,} es tal que {\displaystyle M^{t}=M\,.} | Matriz {\displaystyle M\,} cuya diagonal solo tiene ceros, es decir, {\displaystyle \forall i=\{1,...,n\},\;(a_{i,i})_{n\times n}=0,} y además {\displaystyle M+M^{t}\,} produce una matriz simétrica. |
| Como grafo                | Es un grafo que se puede representar como grafo no dirigido.                                              | Es un grafo dirigido sin bucles ni ciclos. |

## Ejemplos
Sea A un conjunto cualquiera:
- Sea {\displaystyle (A,=)\,}, {\displaystyle =\,} (la igualdad matemática), es simétrica.
- Sea {\displaystyle (A,\cup )}, {\displaystyle \cup } es simétrica.
- "Estar casado con" es una relación simétrica, mientras que "ser más alto que" no lo es.
- Sea {\displaystyle (A,>)\,}, {\displaystyle >\,} ("mayor estricto que") es asimétrica, al igual que {\displaystyle <\,} ("menor estricto que").
- Sea {\displaystyle (A,\subset )}, {\displaystyle \subset } (la inclusión estricta de conjuntos), es asimétrica.

## Asimetría≠{\displaystyle \neq }Antisimetría
La simetría no es lo opuesto de la antisimetría.
Existen relaciones que son simétricas y antisimétricas al mismo tiempo (como la igualdad), otras que no son simétricas ni antisimétricas, otras que son simétricas pero no antisimétricas (como la relación de congruencia módulo n), y otras que son antisimétricas pero no simétricas (como la relación "menor que").